# Neoamerioppia vicina
Neoamerioppia vicina är en kvalsterart som först beskrevs av Hammer 1971.  Neoamerioppia vicina ingår i släktet Neoamerioppia och familjen Oppiidae. Inga underarter finns listade i Catalogue of Life.